# Svenska mästerskapen i fälttävlan 1963
Svenska mästerskapen i fälttävlan 1963 avgjordes i Ystad . Tävlingen var den 13:e upplagan av Svenska mästerskapen i fälttävlan.

## Resultat
| Placering | Ryttare        | Häst  |
| --------- | -------------- | ----- |
| 1         | Olle Barkander | Taxi  |
| 2         | Olle Barkander | Dan   |
| 3         | Jan Krahlmark  | Chess |